# انژیویله
انژیویله (به فرانسوی: Angivillers) یک کمون در فرانسه است که در اوآز واقع شده‌است. انژیویله ۶٫۲۷ کیلومتر مربع مساحت دارد ۱۱۸ متر بالاتر از سطح دریا واقع شده‌است.